# Codi ATC V01
El  codi ATC V01, descrit com Al·lèrgens, és una subgrup terapèutic de l'Anatomical, Therapeutic, Chemical Classification System (ATC). La classificació ATC és un sistema de codis alfanumèric desenvolupat per l'Organització Mundial de la Salut (OMS) per als fàrmacs i altres productes sanitaris. El subgrup V01 és part del grup anatòmic V Altres.

Els codis per a ús veterinari (codis ATCvet) poden han estat creats afegint la lletra Q davant dels codis ATC humans: QV01... 
Les adaptacions estatals de la classificació ATC poden incloure codis addicionals no presents en aquesta llista, que segueix la versió de l'OMS.

## V01A Al·lèrgens
V01A A Extractes al·lergènics
V01AA01 Plomes
V01AA02 Pol·len de plantes
V01AA03 Àcars de pols ambiental
V01AA04 Floridura i llevat de fongs
V01AA05 Pol·len d'arbres
V01AA07 Insectes
V01AA08 Aliments
V01AA09 Teixits
V01AA10 Flors
V01AA11 Animals
V01AA20 Diversos